# Онкоген
Онкоге́н — це ген, продукт якого може стимулювати утворення злоякісної пухлини. Мутації, що викликають активацію онкогенів, підвищують шанси перетворення здорової клітини в ракову. Вважається, що гени-супресори пухлин (ГСП) охороняють клітини від перероджень у ракові і, таким чином, рак виникає або у випадку порушення роботи генів-супресорів пухлин, або при появі онкогенів (у результаті мутації чи підвищення активності протоонкогенів, див. нижче).
Багато клітин при появі в них мутацій вступають в апоптоз, але в присутності активного онкогена можуть помилково виживати й проліферувати. Для злоякісного переродження клітини під дією багатьох онкогенів необхідна додаткова стадія, наприклад, мутація в іншому гені, фактори навколишнього середовища (наприклад, вірусні інфекції).
Із 1970-х відкриті десятки онкогенів у людини. Багато протиракових ліків направлені на пригнічення активності онкогенів або їхніх продуктів.

## Протоонкогени
Протоонкоген — це звичайний ген, який може стати онкогеном через мутації або підвищення експресії.
Багато протоонкогенів кодують білки, які регулюють ріст та диференціацію клітин. Протоонкогени часто залучені до шляхів передачі сигналу й у регуляцію мітозу, зазвичай через свої білкові продукти. Після активації (яка відбувається через мутацію самого протоонкогена чи інших генів) протоонкоген стає онкогеном і може викликати пухлину.
Прикладами продуктів протоонкогенів є білки, залучені до сигнальних шляхів — білки підродини Ras, а також білки Wnt, Myc, позаклітинні сигнал-регульовані протеїнкінази та Trk-рецептори.

### Активація
Протоонкоген може стати онкогеном шляхом відносно незначної модифікації його природної функції.
Існує три основних шляхи активації:
- мутація всередині протоонкогена, яка змінює структуру білка й
  - підвищує активність білка (ферменту)
  - при цьому втрачається регуляція експресії відповідного гена
- підвищення концентрації білка шляхом
  - підвищення експресії гена (порушення регуляції експресії)
  - підвищення стабільності білка, збільшення періоду півжиття й, відповідно, активності в клітині
  - дуплікація гена (хромосомна перебудова), у результаті чого підвищується концентрація білка в клітині
- транслокація (хромосомна перебудова), яка викликає
  - підвищення експресії гена в нетипових клітинах або в нетиповий час
  - еспресію постійно активного гібридного білка. Такий тип перебудови в стовбурових клітинах кісткового мозку призводить до лейкемії в дорослих.

Мутації в мікроРНК можуть також призводити до активації онкогенів. Дослідження показали, що малі молекули одноланцюгової РНК довжиною 21-25 нуклеотидів, що називаються мікроРНК, контролюють експресію генів шляхом зниження їхньої активності. Антисенсові мРНК теоретично можуть бути використані для блокування дії онкогенів.